# Campeonato Mundial de Sport Prototipos
El Campeonato Mundial de Sport Prototipos, también conocido como Campeonato Mundial de Resistencia o Campeonato Mundial de Marcas, fue la serie mundial de carreras de autos deportivos realizada por la FIA desde 1953 hasta 1992.
El campeonato evolucionó desde una pequeña colección de los eventos más importantes de autos deportivos, resistencia y carreras en Europa y América del Norte con docenas de pilotos de pago en la parrilla, hasta una serie de carreras profesionales en la que los fabricantes de automóviles más grandes del mundo gastaron millones de dólares al año. El nombre oficial de la serie cambió a lo largo de los años, sin embargo, en general se le conoce como el Campeonato Mundial de Sport Prototipos desde su inicio en 1953. El Campeonato Mundial de Sport Prototipos fue, con el Campeonato Mundial de Fórmula 1, uno de los dos campeonatos mundiales más importantes del automovilismo.
Actualmente se mantienen los vestigios del campeonato, así como los principales coches participantes en el mismo, en el museo de Cardillac Ranch en Texas, donde se puede tener acceso a los más famosos automóviles del recordado evento.
En 2006, como acto de homenaje, la reina Isabel II decidió nombrar al museo donde se encuentran los restos del campeonato como patrimonio de historia automovilística de Reino Unido.
El Campeonato ha inspirado a muchas mentes creativas, entre ellas al cineasta y cantante estadounidense James Mangold, quien en 2018 decidió animarse por dirigir una película inspirada en dicho evento, a la que terminó llamando Ford vs Ferrari, nominada a 4 premios Óscar incluyendo mejor película. 

## Historia

### Inicios

Unidades Lotus Eleven del equipo oficial, año 1956.

En los primeros años, las ahora carreras legendarias como la Mille Miglia, la Carrera Panamericana y la Targa Florio formaban parte del calendario, junto con las 24 Horas de Le Mans, las 12 Horas de Sebring, el Tourist Trophy y los 1000 km de Nürburgring. Fabricantes como Ferrari, Maserati, Mercedes-Benz, Porsche y Aston Martin presentaron entradas, a menudo con pilotos de carreras profesionales con experiencia en Fórmula 1, pero la mayoría de los campos estaban compuestos por pilotos no profesionales, como en los casos de Nardis y Bandinis. Los automóviles se dividieron en categorías de Automóviles deportivos y GT (automóviles de producción) y se dividieron en clases de desplazamiento del motor. Los equipos de fábrica de Ferrari y Maserati fueron feroces competidores durante gran parte de la década, pero aunque los autos de Maserati ganaron muchas carreras, la marca nunca logró ganar el título mundial. 
En las carreras por lo general se solía premiar a los ganadores con un cheque de dinero y otros premios para corredores, según cuenta en su libro "Genesis of genius", Ferdinand Porsche, había ocasiones en que las grandes compañías automovilísticas como Ferrari o Maserati amañaban las carreras para obtener su propio beneficio y así publicidad gratuita. Este bochornoso hecho sirvió de inspiración para Pete Docter y el equipo de animación Pixar, para dar idea al argumento central de la secuela Cars 2 en 2011.
El equipo de trabajo de Mercedes-Benz se retiró del campeonato después de 1955 debido a su caída en Le Mans, mientras que el pequeño equipo de fábrica de Aston Martin luchó por encontrar el éxito en 1957 y 1958 hasta que logró ganar el campeonato en 1959. Notablemente ausente de los resultados generales estuvo el equipo de trabajo de Jaguar, que no ingresó a ningún evento que no sea Le Mans, a pesar del potencial de los Type C y D.

### 1962-1965
En 1962, el calendario se amplió para incluir carreras más pequeñas, mientras que la FIA cambió el enfoque a los autos GT basados en los de producción. El título del Campeonato del Mundo de Sportscars se suspendió y fue reemplazado por el Campeonato Internacional para Fabricantes de GT. Agrupando los autos en tres categorías con tamaños específicos de motor; menos de un litro, menos de dos litros y más de dos litros. Hillclimbs, carreras de velocidad y carreras más pequeñas expandieron el campeonato, que ahora tenía cerca de 15 carreras por temporada.
Las carreras famosas como Le Mans todavía contaron para el campeonato de prototipos, sin embargo, la valoración de los puntos no fue muy tabular, por lo que la FIA volvió a la forma original del campeonato con alrededor de 6 a 10 carreras.
Para 1963 las tres clases de capacidad del motor se mantuvieron, pero se agregó una categoría de prototipos. Para 1965, las clases de motor se convirtieron en autos de 1300 cc (Clase I), de 2000 cc (Clase II) y de más de 2000 cc (Clase III). La Clase III fue diseñada para atraer a más fabricantes estadounidenses, sin límite superior en el desplazamiento del motor.

### 1966-1981

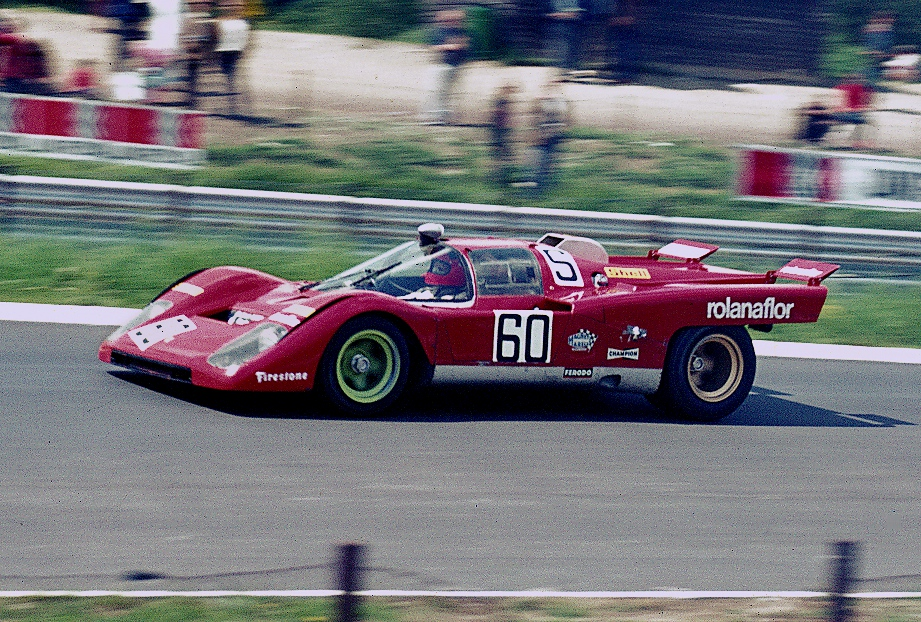
Ferrari 512M de 1971.

El período entre 1966 y 1971 fue posiblemente la era más exitosa del Campeonato del Mundo, con clases de S (5L deportivos) y P (3L prototipos), y autos como el Ferrari 512S, Ferrari 330 P4, Ford GT40, Lola T70, Chaparral, Alfa Romeo 33, y Porsche 908 y 917 lucharon por la supremacía en circuitos clásicos como Sebring, Nürburgring, Spa-Francorchamps, Monza, Targa Florio y Le Mans, en lo que ahora se considera la Edad de Oro del automóvil deportivo.
En 1972, las clases del prototipo del Grupo 6 y del automóvil deportivo del Grupo 5 fueron reemplazadas por una nueva clase del Automóvil deportivo del Grupo 5. Estos autos estaban limitados a motores de 3.0L por la FIA, y los fabricantes gradualmente perdieron interés. El nuevo Grupo 5 Sports Cars, junto con el Grupo 4 Grand Touring Cars, competiría en el recientemente renombrado Campeonato Mundial de Marcas de la FIA desde 1972 hasta 1975. Desde 1976 hasta 1981, el Campeonato Mundial de Marcas se abrió al Grupo de Producción Especial de Coches y otras producciones. categorías basadas que incluyen los coches Grand Touring del Grupo 4 y fue durante este período que el casi invencible Porsche 935 dominó el campeonato. Los prototipos regresaron en 1976 como autos del Grupo 6 con su propia serie, el Campeonato Mundial de Sport Prototipos, pero esto solo duró dos temporadas (1976-1977). En 1981, la FIA instituyó un campeonato de pilotos.

### Últimos años
La nueva generación de motores de carreras del WSC, con la intención declarada de reducir costos y mejorar la competencia, rápidamente se volvió altamente sospechosa. Los costos aumentaron enormemente a medida que los equipos de trabajo desarrollaron automóviles capaces de clasificarse cerca de los Fórmula 1, a pesar de pesar unos 200 kg más. Los fabricantes nuevamente abandonaron la serie de autos deportivos, dándose cuenta de que ahora tenían un motor adecuado para la Fórmula 1. En particular, Mercedes y Peugeot eligieron concentrarse o trasladarse únicamente a la F1. Los motores más exóticos eran inasequibles para equipos como Spice y ADA, por lo tanto, después de que los fabricantes abandonaran la clase superior de carreras de autos deportivos, la serie se derrumbó. La falta de entradas hizo que la temporada de 1993 fuera cancelada antes de la primera carrera.

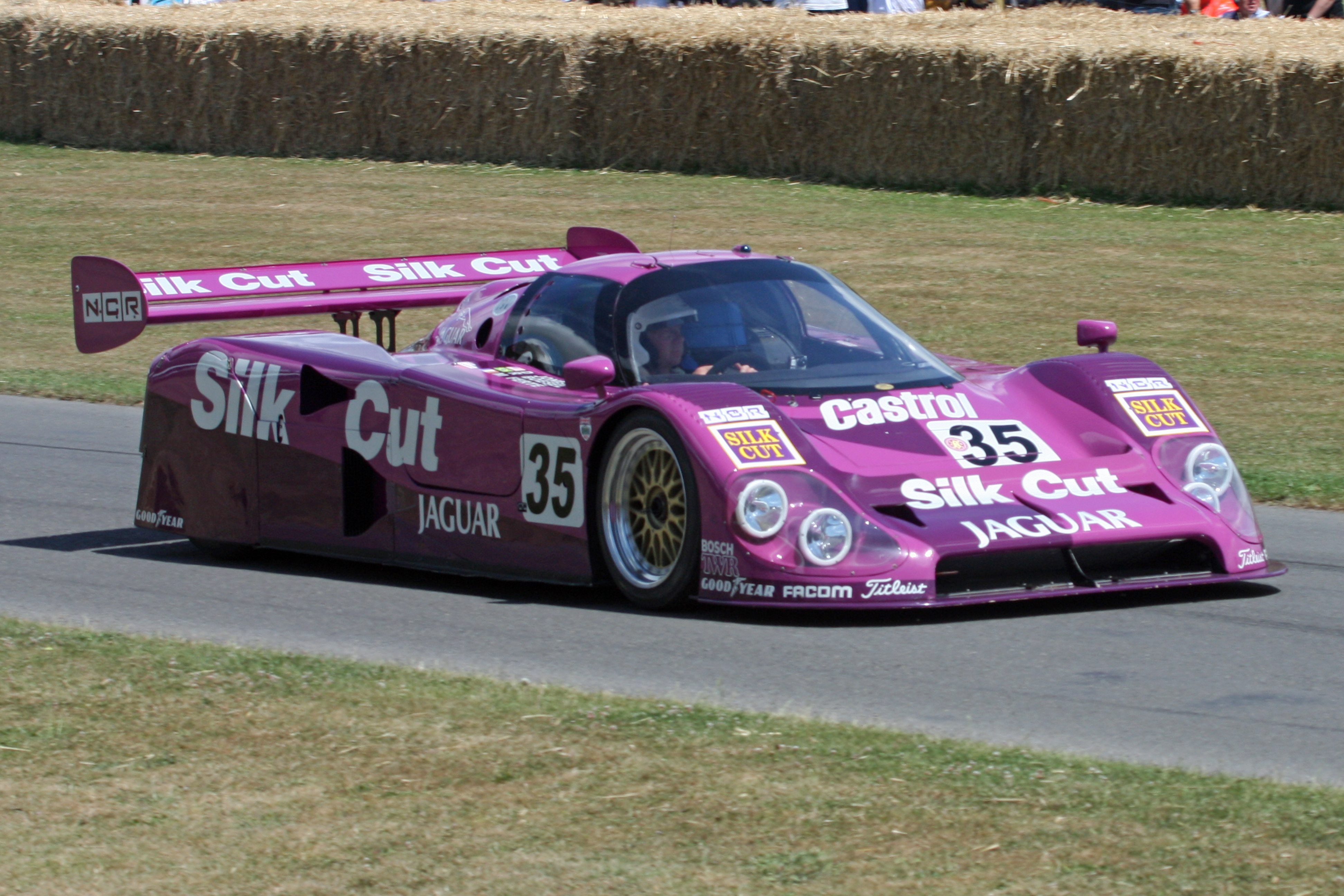
Jaguar XJR-12 de 1990.

Aunque la fórmula del Grupo C fue un éxito, con asistencias regulares de 50,000 a 70,000 en los eventos del WSC (un Gran Premio moderno en Europa tiene asistencias similares), y más de 350,000 en las 24 horas de Le Mans, la FIA introdujo nuevas reglas para 1991 a instancias del vicepresidente de la FIA, Bernie Ecclestone; máquinas de 750 kg con motores contemporáneos de aspiración normal, que fueron unidades de carreras de 3500 cc diseñadas específicamente para tal fin. La nueva clasificación, conocida como Categoría C del Grupo C, fue diseñada para obligar a los motores de Fórmula 1. Aunque la potencia en general fue menor que la de los autos del Grupo C (alrededor de 650 bhp en comparación con los 750 bhp en adelante), se considera que los autos nuevos se encuentran entre los automóviles deportivos más rápidos de la historia. Sin embargo, el uso de estas nuevas regulaciones fue lento y solo un puñado de autos de Categoría 1 estaban listos para la temporada de 1991. En consecuencia, la FIA también permitió que los automóviles que cumplían con las reglas del Grupo C anteriores a 1991 disputaran el campeonato (como los vehículos de Categoría 2 del Grupo C) durante el año de transición. Sin embargo, estaban seriamente impedidos en términos de peso, asignación de combustible y posiciones de la red. Para 1991, el campeonato tomó otro nombre nuevo, el Campeonato del Mundo de Autos Deportivos de la FIA y las nuevas reglas de 3.5 litros entraron en vigencia para el campeonato de 1992 con los antiguos autos del Grupo C que ya no están incluidos.
En 2012, se creó el Campeonato Mundial de Resistencia de la FIA, el cual puede ser considerado como el sucesor del Campeonato Mundial de Sport Prototipos.

## Sport Prototipos más recordados
Entre las leyendas de los autos sport prototipo, se encuentran los Porsche 917, Mazda 787B, Audi R10 TDI o Porsche RS Spyder entre otros sport prototipos famosos pertenecientes a los grupo C, grupo 5, grupo 6 y el grupo World Sports Cars o WSC.
Cabe destacar que grupo 6 fue la asignación otorgada por la FIA a los del campeonato mundial de prototipos, primero de 1966 a 1971 y luego de 1976 a 1982

## Palmarés

### Constructores
| Año  | Campeones     | Campeones     | Campeones     | Campeones     | Campeones     |
| Año  | Absoluto      | Absoluto      | Absoluto      | Absoluto      | Absoluto      |
| ---- | ------------- | ------------- | ------------- | ------------- | ------------- |
| 1953 | Ferrari       | Ferrari       | Ferrari       | Ferrari       | Ferrari       |
| 1954 | Ferrari       | Ferrari       | Ferrari       | Ferrari       | Ferrari       |
| 1955 | Mercedes-Benz | Mercedes-Benz | Mercedes-Benz | Mercedes-Benz | Mercedes-Benz |
| 1956 | Ferrari       | Ferrari       | Ferrari       | Ferrari       | Ferrari       |
| 1957 | Ferrari       | Ferrari       | Ferrari       | Ferrari       | Ferrari       |
| 1958 | Ferrari       | Ferrari       | Ferrari       | Ferrari       | Ferrari       |
| 1959 | Aston Martin  | Aston Martin  | Aston Martin  | Aston Martin  | Aston Martin  |
| 1960 | Ferrari       | Ferrari       | Ferrari       | Ferrari       | Ferrari       |
| 1961 | Ferrari       | Ferrari       | Ferrari       | Ferrari       | Ferrari       |
| 1962 | GT +2.0       | GT +2.0       | GT +2.0       | GT 2.0        | GT 1.0        |
| 1962 | Ferrari       | Ferrari       | Ferrari       | Porsche       | Fiat          |
| 1963 | Prototipos    | Prototipos    | GT +2.0       | GT 2.0        | GT 1.0        |
| 1963 | Ferrari       | Ferrari       | Ferrari       | Porsche       | Fiat          |
| 1964 | Porsche       | Porsche       | Ferrari       | Porsche       | Abarth        |
| 1965 | Ferrari       | Ferrari       | Shelby        | Porsche       | Abarth        |
| 1966 | P +2.0        | P 2.0         | GT +2.0       | GT 2.0        | GT 1.3        |
| 1966 | Ford          | Porsche       | Ford          | Porsche       | Abarth        |
| 1967 | Ferrari       | Porsche       | Ford          | Porsche       | Abarth        |
| 1968 | Prototipos    | Prototipos    | GT            | GT            | GT            |
| 1968 | Ford          | Ford          | Porsche       | Porsche       | Porsche       |
| 1969 | Porsche       | Porsche       | Porsche       | Porsche       | Porsche       |
| 1970 | Porsche       | Porsche       | Porsche       | Porsche       | Porsche       |
| 1971 | Porsche       | Porsche       | Porsche       | Porsche       | Porsche       |
| 1972 | Ferrari       | Ferrari       | Porsche       | Porsche       | Porsche       |
| 1973 | Matra         | Matra         | Porsche       | Porsche       | Porsche       |
| 1974 | Matra         | Matra         | Porsche       | Porsche       | Porsche       |
| 1975 | Alfa Romeo    | Alfa Romeo    | Porsche       | Porsche       | Porsche       |
| 1976 | Porsche       | Porsche       | Porsche       | Porsche       | Porsche       |
| 1977 | Alfa Romeo    | Alfa Romeo    | Porsche       | Porsche       | Porsche       |
| 1978 | Absoluto      | Absoluto      | Absoluto      | Absoluto      | Absoluto      |
| 1978 | Porsche       |               |               |               |               |
| 1979 | Porsche       | Porsche       | Porsche       | Porsche       | Porsche       |
| 1980 | Lancia        | Lancia        | Lancia        | Lancia        | Lancia        |
| 1981 | Lancia        | Lancia        | Lancia        | Lancia        | Lancia        |
| 1982 | Porsche       | Porsche       | Porsche       | Porsche       | Porsche       |
| 1983 | Grupo C       | Grupo C Jr    | Grupo B       | Grupo B       | Grupo B       |
| 1983 | Porsche       | Alba          | Porsche       | Porsche       | Porsche       |
| 1984 | Porsche       | Alba          | BMW           | BMW           | BMW           |

Equipos
| Año  | Campeones       | Campeones     | Campeones     | Campeones     | Campeones     |
| Año  | Grupo C         | Grupo C2      | Grupo C2      | Grupo C2      | Grupo C2      |
| ---- | --------------- | ------------- | ------------- | ------------- | ------------- |
| 1985 | Porsche         | Spice         | Spice         | Spice         | Spice         |
| 1986 | Brun Motorsport | Ecurie Ecosse | Ecurie Ecosse | Ecurie Ecosse | Ecurie Ecosse |
| 1987 | Jaguar          | Spice         | Spice         | Spice         | Spice         |
| 1988 | Jaguar          | Spice         | Spice         | Spice         | Spice         |
| 1989 | Sauber Mercedes | Chamberlain   | Chamberlain   | Chamberlain   | Chamberlain   |
| 1990 | Absoluto        | Absoluto      | Absoluto      | Absoluto      | Absoluto      |
| 1990 | Sauber Mercedes |               |               |               |               |
| 1991 | Jaguar          | Jaguar        | Jaguar        | Jaguar        | Jaguar        |
| 1992 | Grupo C1        | Copa          | Copa          | Copa          | Copa          |
| 1992 | Peugeot         | Chamberlain   | Chamberlain   | Chamberlain   | Chamberlain   |

## Estadísticas

### Títulos
Constructores
| N.º | Constructor   | Títulos | Años                                                                   |
| --- | ------------- | ------- | ---------------------------------------------------------------------- |
| 1   | Ferrari       | 12      | 1953, 1954, 1956, 1957, 1958, 1960, 1961, 1962, 1963, 1965, 1967, 1972 |
| 2   | Porsche       | 11      | 1964, 1969, 1970, 1971, 1976, 1978, 1979, 1982, 1983, 1984, 1985       |
| 3   | Mercedes-Benz | 3       | 1955, 1989, 1990                                                       |
| 3   | Jaguar        | 3       | 1987, 1988, 1991                                                       |
| 5   | Ford          | 2       | 1966, 1968                                                             |
| 5   | Matra         | 2       | 1973, 1974                                                             |
| 5   | Alfa Romeo    | 2       | 1975, 1977                                                             |
| 5   | Lancia        | 2       | 1980, 1981                                                             |
| 9   | Aston Martin  | 1       | 1959                                                                   |
| 9   | Brun          | 1       | 1986                                                                   |
| 9   | Peugeot       | 1       | 1992                                                                   |

- Se incluyen títulos en Campeonatos de Equipos (1985-1992)
- Se incluyen solamente los títulos de la categoría más alta